# Pays de Châteaugiron Communauté
Die Pays de Châteaugiron Communauté ist ein französischer Gemeindeverband mit der Rechtsform einer Communauté de communes im Département Ille-et-Vilaine in der Region Bretagne. Er wurde am 30. Dezember 1993 gegründet und umfasst fünf Gemeinden (Stand: 1. Januar 2019). Der Verwaltungssitz liegt im Ort Châteaugiron.

## Historische Entwicklung
Der als Communauté de communes du Pays de Châteaugiron gegründete Verband wurde mit Wirkung vom 1. Januar 2018 auf die aktuelle Bezeichnung umbenannt.
Mit Wirkung vom 1. Januar 2019 gingen die ehemaligen Gemeinden Piré-sur-Seiche und Chancé in die Commune nouvelle Piré-Chancé auf. Dadurch verringerte sich die Anzahl der Mitgliedsgemeinden auf fünf.

## Mitgliedsgemeinden
| Gemeinde                        | Einwohner 1. Januar 2022 | Fläche km² | Dichte Einw./km² | Code INSEE | Postleitzahl |
| ------------------------------- | ------------------------ | ---------- | ---------------- | ---------- | ------------ |
| Châteaugiron                    | 10.688                   | 23,52      | 454              | 35069      | 35410        |
| Domloup                         | 3.839                    | 18,91      | 203              | 35099      | 35410        |
| Noyal-sur-Vilaine               | 6.250                    | 30,36      | 206              | 35207      | 35530        |
| Piré-Chancé                     | 3.177                    | 41,56      | 76               | 35220      | 35150        |
| Servon-sur-Vilaine              | 4.032                    | 15,26      | 264              | 35327      | 35530        |
| Pays de Châteaugiron Communauté | 27.986                   | 129,61     | 216              | –          | –            |

## Quelle
1. ↑  www.collectivites-locales.gouv.fr
2. ↑  CC Pays de Châteaugiron Communauté (SIREN: 243 500 659) in der Base nationale sur l’intercommunalité (BANATIC) des französischen Innenministeriums (französisch)